# Fala troposferyczna
Fala troposferyczna – fala elektromagnetyczna, której droga propagacji przebiega w najniższej warstwie atmosfery, czyli troposferze. Propagacja takich fal w znacznym stopniu uzależniona jest od warunków meteorologicznych. Wpływ ich objawia się w postaci tłumienia energii fali przez mgły i opady atmosferyczne oraz w postaci załamania się fal.

## Absorpcja troposferyczna
Zakłada się, że w powietrzu występuje absorpcja troposferyczna dla fal o długości poniżej 10 cm (częstotliwości powyżej 3 GHz). Rozróżnia się następujące rodzaje tłumienia fal radiowych powodowanego przez troposferę:
- tłumienie spowodowane opadami deszczu, gradu, śniegu lub przez mgłę,
- absorpcję molekularną (dla fal krótszych od 1,5 cm),
- rozproszenie na cząsteczkach,
- tłumienie w tzw. twardych cząsteczkach, czyli różnego rodzaju pyłach, cząsteczkach dymu itp.

Przy czym dwa ostatnie rodzaje absorpcji mają znaczenie tylko dla fal bliskich zakresowi światła widzialnego.
Spośród gazów wchodzących w skład troposfery największy wkład w tłumienie fal radiowych mają cząsteczki tlenu (maksima tłumienia dla długości fal 5 i 2,5 mm) oraz cząsteczki pary wodnej (maksima tłumienia dla długości fal 13,5, 1,5 i 0,75 mm), przy czym tłumienie powodowane przez parę wodną silnie zależy od wilgotności powietrza.